# Пассерано-Марморито
Пассерано-Марморито (итал. Passerano Marmorito) — коммуна в Италии, располагается в регионе Пьемонт, в провинции Асти.
Население составляет 439 человек (2008 г.), плотность населения составляет 36 чел./км². Занимает площадь 12 км². Почтовый индекс — 14020. Телефонный код — 0141.
Покровителями коммуны почитаются святые апостолы Пётр и Павел, празднование 29 июня.

## Демография
Динамика населения:

## Города-побратимы
- Бовуазен, Франция (2011)

## Администрация коммуны
- Официальный сайт: http://www.comune.passeranomarmorito.at.it/ Архивная копия от 30 апреля 2010 на Wayback Machine